# Makaken
De makaken (Macaca) vormen een geslacht van zoogdieren uit de familie apen van de Oude Wereld. De makaken worden veel gebruikt voor medisch onderzoek, omdat de genen veel lijken op die van de mens.

## Verspreiding en leefgebied
Makaken leven in Azië van India en Tibet oostwaarts tot Japan, Java, de Filipijnen en Celebes. Eén soort, de berberaap (Macaca sylvanus) leeft in Noordwest-Afrika. In 2005 werd voor het eerst in meer dan 100 jaar een nieuwe soort ontdekt, Macaca munzala uit Arunachal Pradesh (Noordoost-India).

## Ziekten
In 1990 werd ontdekt dat de makaken dragers zijn van het Herpes-B virus. De makaken zelf hebben er geen last van, maar als de mens ermee wordt geïnfecteerd, kan het de dood tot gevolg hebben.

## Taxonomie
Er worden 25 soorten tot dit geslacht gerekend.
- Geslacht: Macaca (Makaken) (25 soorten)
  - Soort: Macaca arctoides – Beermakaak
  - Soort: Macaca assamensis – Assammakaak
  - Soort: Macaca brunnescens
  - Soort: Macaca cyclopis – Taiwanese makaak
  - Soort: Macaca fascicularis – Java-aap
  - Soort: Macaca fuscata – Japanse makaak
    - Ondersoort: Macaca fuscata fuscata
    -  Ondersoort: Macaca fuscata yakui

  - Soort: Macaca hecki
  - Soort: Macaca leonina – Leeuwmakaak
  - Soort: Macaca leucogenys[2][3]
  - Soort: Macaca maura – Moormakaak
  - Soort: Macaca mulatta – Resusaap
  - Soort: Macaca munzala
  - Soort: Macaca nemestrina – Lampongaap
  - Soort: Macaca nigra – Kuifmakaak
  - Soort: Macaca nigrescens – Temmincks makaak
  - Soort: Macaca ochreata – Grauwarmmakaak
  - Soort: Macaca pagensis – Mentawaimakaak
  - Soort: Macaca radiata – Indische kroonaap
  - Soort: Macaca selai
  - Soort: Macaca siberu
  - Soort: Macaca silenus – Wanderoe
  - Soort: Macaca sinica – Ceylonkroonaap
  - Soort: Macaca sylvanus – Berberaap
  - Soort: Macaca thibetana – Tibetaanse makaak
  -  Soort: Macaca tonkeana – Tonkeanmakaak